# Arrêt Commune de Saint-Priest-la-Plaine
L'arrêt Commune de Saint-Priest-la-Plaine est une décision du Conseil d’État rendue le 22 novembre 1946. Il fait suite à deux requêtes concernant la même affaire, qui ont été traitées conjointement. Cet arrêt traite de la responsabilité sans faute de l'administration quant aux dommages causés aux collaborateurs d'un service public lors de l'exercice de ce service,.

## Faits et procédure
La commune de Saint-Priest-la-Plaine a organisé une fête locale le 26 juillet 1936. Pour cette occasion elle souhaite organiser un feu d'artifice. Pour cela, le maire de la commune demande à deux individus de tirer ce feu d'artifice bénévolement. Or, lors de la fête, les deux artificiers ont été blessés par l'explosion d'un des engins permettant le feu d'artifice. Cette explosion n'est pas rattachable à une quelconque faute ou imprudence de la part des deux bénévoles.
Les artificiers ont alors engagé la responsabilité du maire afin qu'il répare les dommages qu'ils avaient subis dans l'exercice de la mission de service public qui leur avait été confiée. En effet, pour les requérants, le lancer des feux d'artifice était une activité de service public demandée par le maire et l'explosion et ses conséquences, puisqu'elle ne leur était pas imputable, relevait de la responsabilité du maire de la commune. Le 2 janvier 1943, le Conseil de préfecture de Limoges a donné droit à leur requête et a reconnu la responsabilité de la commune pour les dommages subis par les artificiers. La commune a alors interjeté appel devant le Conseil d'État.

Blason de la commune de Saint-Priest-la-Plaine.

## Problème de droit
La commune soutenait qu'elle n'avait commis aucune faute et que par conséquent sa responsabilité ne pouvait être engagée. De plus, le statut de bénévole des artificiers ne faisait pas d'eux des fonctionnaires du service public et n'engageait donc pas la commune.
Le Conseil d'État devait donc vérifier si le tir d'un feu d'artifice lors d'une fête communale était une activité de service public et si en conséquence, la commune était responsable des dommages causés aux artificiers bénévoles alors même qu'elle n'avait commis aucune faute.

## La solution
Le Conseil d'État confirme le jugement du Conseil de préfecture de Limoges, considérant que l'activité en cause était bien une mission de service public puisque le lancer de feux d'artifice était « dans l'intérêt de la collectivité locale et conformément à la mission qui leur avait été confiée par le maire ». Les dommages subis l'ont donc été dans le cadre d'une mission de service public. De ce fait, bien qu'il n'y ait aucune faute de la part de l'administration, celle-ci est tenue responsable des dommages subis par les deux collaborateurs du service public.